# لیتو کروس
لیتو کروس (اسپانیایی: Lito Cruz‎؛ ‏ ۱۴ مهٔ ۱۹۴۱ – ۱۹ دسامبر ۲۰۱۷) بازیگر، کارگردان نمایش و نمایش‌پرداز برجستهٔ اهل آرژانتین بود. وی دانش‌آموختهٔ دانشگاه بوئنوس آیرس و مؤسسه تئاتر دانشگاهی شیلی و از بنیان‌گذاران «گروه تئاتر تجربی بوئنوس آیرس» (ETEBA) بود که برنامه‌ای در المپیک تابستانی ۱۹۷۲ اجرا کردند. وی با هزینهٔ با وزارت امور خارجه ایالات متحده آمریکا به اکتورز استودیو رفت و مدتی هم استاد دانشگاه پورتو بود. وی از هنرمندان پیشگام تئاتر تجربی آرژانتین بود. به واسطه تلاش‌های وی بود که کنگره ملی آرژانتین «قانون تئاتر ملی» را در سال ۱۹۹۸ تصویب کرد.
از فیلم‌ها یا برنامه‌های تلویزیونی که وی در آن نقش داشته است، می‌توان به دوست‌دختر، جزیره و مجردمانده‌ها اشاره کرد.